# Ischnoptera neglecta
Ischnoptera neglecta är en kackerlacksart som beskrevs av Robert Walter Campbell Shelford 1913. Ischnoptera neglecta ingår i släktet Ischnoptera och familjen småkackerlackor.
Artens utbredningsområde är Peru. Inga underarter finns listade i Catalogue of Life.